# Новосёловка (Конотопский район)
Новосёловка (укр. Новоселівка) — село,
Кузьковский сельский совет,
Конотопский район,
Сумская область,
Украина.
Код КОАТУУ — 5922085004. Население по переписи 2001 года составляло 169 человек.

## Географическое положение
Село Новосёловка находится на расстоянии 3 км от правого берега реки Езуч.
На расстоянии в 1 км расположены сёла Бондари, Кузьки и Раки.
Рядом проходит автомобильная дорога Т-1907.

## Экономика
- Молочно-товарная ферма.